# Joseph Calleia
 Joseph Calleia, nacido como  Joseph Alexander Caesar Herstall Vincent Calleja  (4 de agosto de 1897 - 31 de octubre de 1975) fue un actor y cantante estadounidense nacido en Malta. Tiene una extensa carrera en el escenario, en películas, radio y televisión.

## Biografía
Después de servir en el Servicio de Transporte Británico durante la Primera Guerra Mundial, viajó a los Estados Unidos y comenzó su carrera en el escenario, inicialmente en comedia musical, pero luego en producciones originales de Broadway, The Front Page (1928), La última milla (1930) y Gran hotel (1930). Calleia se convirtió en una estrella con la obra Small Miracle (1934), su primer papel real como villano, y fue contratado por Metro-Goldwyn-Mayer.
Calleia destacó como villano en las películas de Hollywood, como en la película After the Thin Man (1936), pero luchó contra el encasillamiento y creó una sucesión de personajes oscuros y misteriosos con un toque de humor.

## Legado
Calleia fue honrado póstumamente por la autoridad postal de Malta con un juego de dos sellos conmemorativos emitidos en 1997. En 2005, se instaló un busto de Calleia del escultor Anton Agius en su lugar de nacimiento en Malta por iniciativa de Eman Bonnici, entonces de 15 años.